# TV 베이더
TV 베이더(일본어:テレビベーダー)는 1980년에 출시된 1세대 가정용 게임기다. 
고가의 프로세서를 사용했음에도 저렴하게 스페이스 인베이더를 구사하여 인기를 누렸으나, 닌텐도의 게임 & 워치에게 매출량에서 밀렸다.